# Trofeo Alfredo Binda-Comune di Cittiglio 2022
De 46e editie van de Italiaanse wielerwedstrijd Trofeo Alfredo Binda-Comune di Cittiglio werd gehouden op zondag 20 maart 2022. De start lag in Cocquio-Trevisago en de aankomst in Cittiglio, ten oosten van het Lago Maggiore in Lombardije. Het was de derde wedstrijd van de UCI Women's World Tour 2022. De Italiaanse Elisa Longo Borghini was titelverdedigster; zij werd opgevolgd door haar land- en ploeggenote, de wereldkampioene Elisa Balsamo, die de sprint won van een uitgedund peloton.

## Deelnemende ploegen
Twaalf van de veertien World Tourploegen namen deel, aangevuld met twaalf continentale ploegen, waaronder de Nederlandse ploegen Parkhotel Valkenburg en NXTG-Experza. In deze laatste ploeg reed de enige Belgische deelneemster, Amber Aernouts, die de finish niet haalde. Bijna alle ploegen stonden met zes rensters aan de start, wat het totaal op 138 deelnemers bracht.
| UCI-World Tourteams                                                                                      | UCI-World Tourteams                                                                         | Continentale teams                                                                                         | Continentale teams |
| --- | ------------------------------------------------------------------------------------------- | --- | --- |
| BikeExchange Jayco Canyon-SRAM DSM EF Education-TIBCO-SVB FDJ Nouvelle-Aquitaine Futuroscope Jumbo-Visma | Liv Racing Xstra Movistar Roland Cogeas Edelweiss Squad SD Worx Trek-Segafredo UAE Team ADQ | Aromitalia-Basso Bikes-Vaiano BePink Born to Win-G20-Ambedo Ceratizit-WNT Cofidis Isolmant-Premac-Vittoria | Mendelspeck NXTG-Experza Parkhotel Valkenburg Servetto-Makhymo-Beltrami TSA Top Girls Fassa Bortolo Valcar-Travel & Service |

## Uitslag
| Plaats  | Naam                   | Ploeg                              | Tijd     |
| ------- | ---------------------- | ---------------------------------- | -------- |
| Winnaar | Elisa Balsamo          | Trek-Segafredo                     | 3u36'29" |
| 2       | Sofia Bertizzolo       | UAE Team ADQ                       | z.t.     |
| 3       | Soraya Paladin         | Canyon-SRAM                        | z.t.     |
| 4       | Chantal Blaak          | SD Worx                            | z.t.     |
| 5       | Elena Cecchini         | SD Worx                            | z.t.     |
| 6       | Coryn Labecki          | Jumbo-Visma                        | z.t.     |
| 7       | Elise Chabbey          | Canyon-SRAM                        | z.t.     |
| 8       | Silvia Persico         | Valcar-Travel & Service            | z.t.     |
| 9       | Cecilie Uttrup Ludwig  | FDJ Nouvelle-Aquitaine Futuroscope | z.t.     |
| 10      | Ashleigh Moolman-Pasio | SD Worx                            | z.t.     |
| 11      | Juliette Labous        | DSM                                | z.t.     |
| 12      | Elisa Longo Borghini   | Trek-Segafredo                     | z.t.     |
| 13      | Shirin van Anrooij     | Trek-Segafredo                     | z.t.     |
| 14      | Niamh Fisher-Black     | SD Worx                            | z.t.     |
| 15      | Katrine Aalerud        | Movistar                           | z.t.     |
| 16      | Floortje Mackaij       | DSM                                | z.t.     |
| 17      | Ane Santesteban        | BikeExchange Jayco                 | z.t.     |
| 18      | Rachel Neylan          | Cofidis                            | z.t.     |
| 19      | Liane Lippert          | DSM                                | + 9"     |
| 20      | Ellen van Dijk         | Trek-Segafredo                     | + 11"    |
|         |                        |                                    |          |
| DNF     | Amber Aernouts         | NXTG-Experza                       | DNF      |

1974 · 1975 · 1976 · 1977 · 1978 · 1979 · 1980 · 1981 · 1982 · 1983 · 1984 · 1985 · 1986 · 1987 · 1988 · 1989 · 1990 · 1991 · 1992 · 1993 · 1994 · 1995 · 1996 · 1997 · 1998 · 1999 · 2000 · 2001 · 2002 · 2003 · 2004 · 2005 · 2006 · 2007 · 2008 · 2009 · 2010 · 2011 · 2012 · 2013 · 2014 · 2015 · 2016 · 2017 · 2018 · 2019 · 2020 · 2021 · 2022 · 2023 · 2024 · 2025
Strade Bianche ·
Ronde van Drenthe ·
Trofeo Alfredo Binda-Comune di Cittiglio ·
Brugge-De Panne ·
Gent-Wevelgem ·
Ronde van Vlaanderen ·
Amstel Gold Race ·
Parijs-Roubaix ·
Waalse Pijl ·
Luik-Bastenaken-Luik ·
Itzulia Women ·
Ronde van Burgos ·
RideLondon Classic ·
The Women's Tour · 
Giro Donne · 
Tour de France Femmes ·
Postnord Vårgårda WestSweden · 
Ronde van Scandinavië ·
GP de Plouay-Bretagne ·
Simac Ladies Tour ·
Ceratizit Challenge by La Vuelta · 
Ronde van Romandië
Afgelaste wedstrijden: Cadel Evans Great Ocean Road Race · 
Tour of Chongming Island · 
Ronde van Guangxi